# Silvestre I
Silvestre I va ser el trenta-tresè bisbe de Roma, entre el 314 i 335.
El seu pontificat va coincidir amb el regnat de l'emperador Constantí el Gran, que significà un canvi radical per al cristianisme, que passà a ser tolerat i afavorit. Amb tot, el llur mandat va estar marcat per les seves grans absències als concilis d'Arle (314) i de Nicea (325), d'on sorgí el conegut com Credo de Nicea i es condemnà la doctrina arriana. També és conegut per ser el protagonista de la Donació de Constantí, una falsificació històrica on suposadament es donava a Silvestre i els seus successors la primacia sobre la resta de patriarques i el poder temporal sobre les terres d'Occident.
És venerat com a sant per l'Església Catòlica, la seva festa es commemora el 31 de desembre. Es creu que va ser el primer Papa que no va morir màrtir, ja que el cristianisme ja no es perseguia a l'Imperi Romà des de la publicació de l'Edicte de Milà, una llei promoguda per Constantí el Gran.

## Biografia
Sense data i lloc de naixement coneguts, d'acord amb el Liber Pontificalis, Silvestre era fill d'un romà anomenat Rufí, i la llegendària Vita beati Sylvestri diu que la seva mare es deia Justa. Una tradició el fa néixer a Sant'Angelo a Scala, una ciutat de la Campània. Va ser elegit i consagrat bisbe de Roma el 31 de gener del 314, després de la mort de Melquíades.
El seu pontificat coincideix amb el regnat de l'emperador Constantí el Gran, un moment de gran creixement de l'Església. S'ha demostrat que després de la batalla del Pont Milvi, on Constantí atribuí la victòria a una intervenció divina, identificada com una acció de Crist. Tot i que la conversió de l'emperador fou gradual, no es perseguí més els cristians, ans al contrari, foren tolerats i les seves propietats, anteriorment confiscades, foren retornades. Per la seva banda, Silvestre, malgrat la llargada de llur pontificat, un total de vint-i-dos anys, i la importància del regnat de Constantí en favor de la religió cristiana, sembla que l'impacte de Silvestre sobre l'Església o el mateix papat va ser mínim i fou el gran absent dels grans actes. De fet és Constantí qui pren més importància en els afers de l'Església, a voltes anomenat bisbe d'afers externs. Un dels primers actes de Constantí, a cavall entre la mort de Melquíades i l'elecció de Silvestre, és la convocatòria d'un concili especial de 130 bisbes a Arle l'agost de 314 on escoltà una altra demanda dels donatistes, contraris a la consagració de Cecilià com a bisbe de Cartago. El bisbe de Roma no fou convocat per presidir el concili, i tampoc pogué viatjar a Arle, tanmateix, en finalitzar les sessions, se li van transmetre les decisions a Silvestre amb una carta on se li reconeixia la primacia sobre Occident, encara que no sobre tota l'Església, i li sol·licitaren que fes arribar les decisions conciliars a la resta d'esglésies.

### Fundacions de Constantí
Tot i que sí és cert que en aquests anys es construïren grans esglésies a Roma, fundades per Constantí el Gran. En són exemples la Basílica del Laterà i el seu baptisteri, al costat de l'antic palau imperial, on va passar a residir el bisbe de Roma des d'aquell moment, la de la Santa Creu de Jerusalem, sobre l'antic palau del Sessorium, o la de Sant Pere del Vaticà, a més de moltes altres construïdes sobre tombes de màrtirs. Daten de llavors també Sant Pau Extramurs i San Silvestro e Martino ai Monti, prop de les termes de Trajà. Segons Kirsch, Silvestre hagué de contribuir a la construcció d'aquests edificis. Val a dir que, tot i la importància en la construcció d'aquests centres de culte, Constantí no va fer-les al centre de la ciutat, sinó al costat de les muralles, i mai sobre terreny públic, sinó en propietats privades de l'emperador, donant a entendre que l'Imperi Romà continuava sent eminentment pagà.

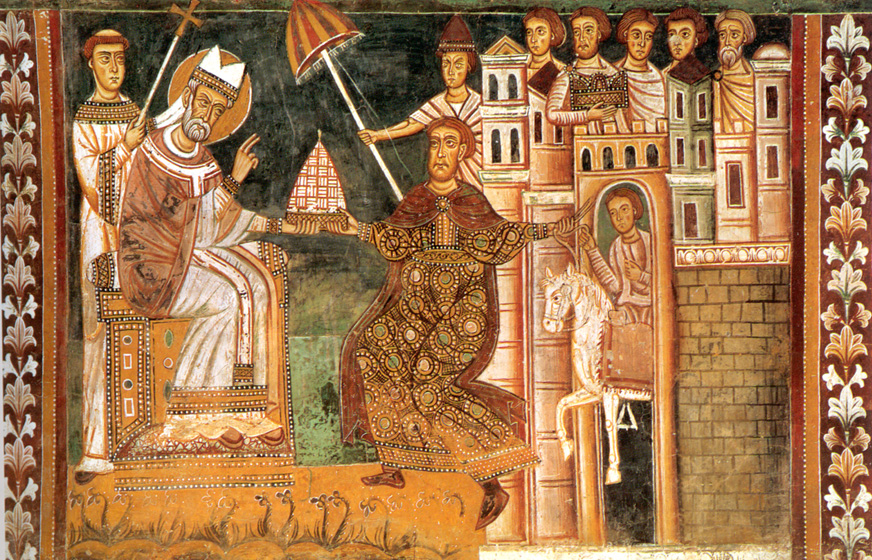
Silvestre I i l'emperador Constantí, fresc a la basílica de Quattro Santi Coronati (Roma)
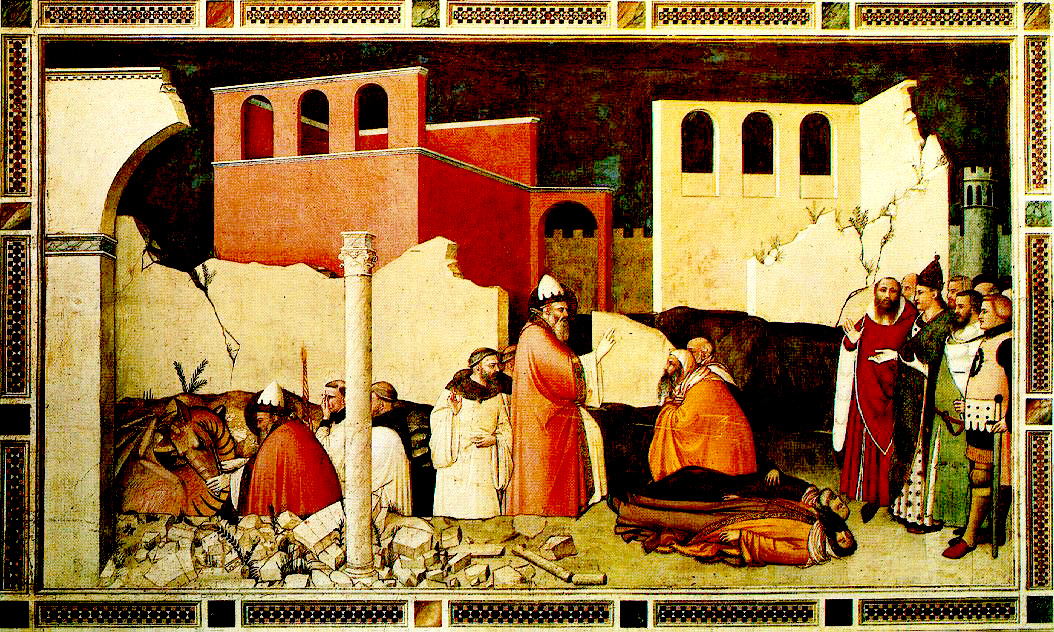
Fresc amb un miracle del papa, per Maso di Banco (Florència, Santa Croce)
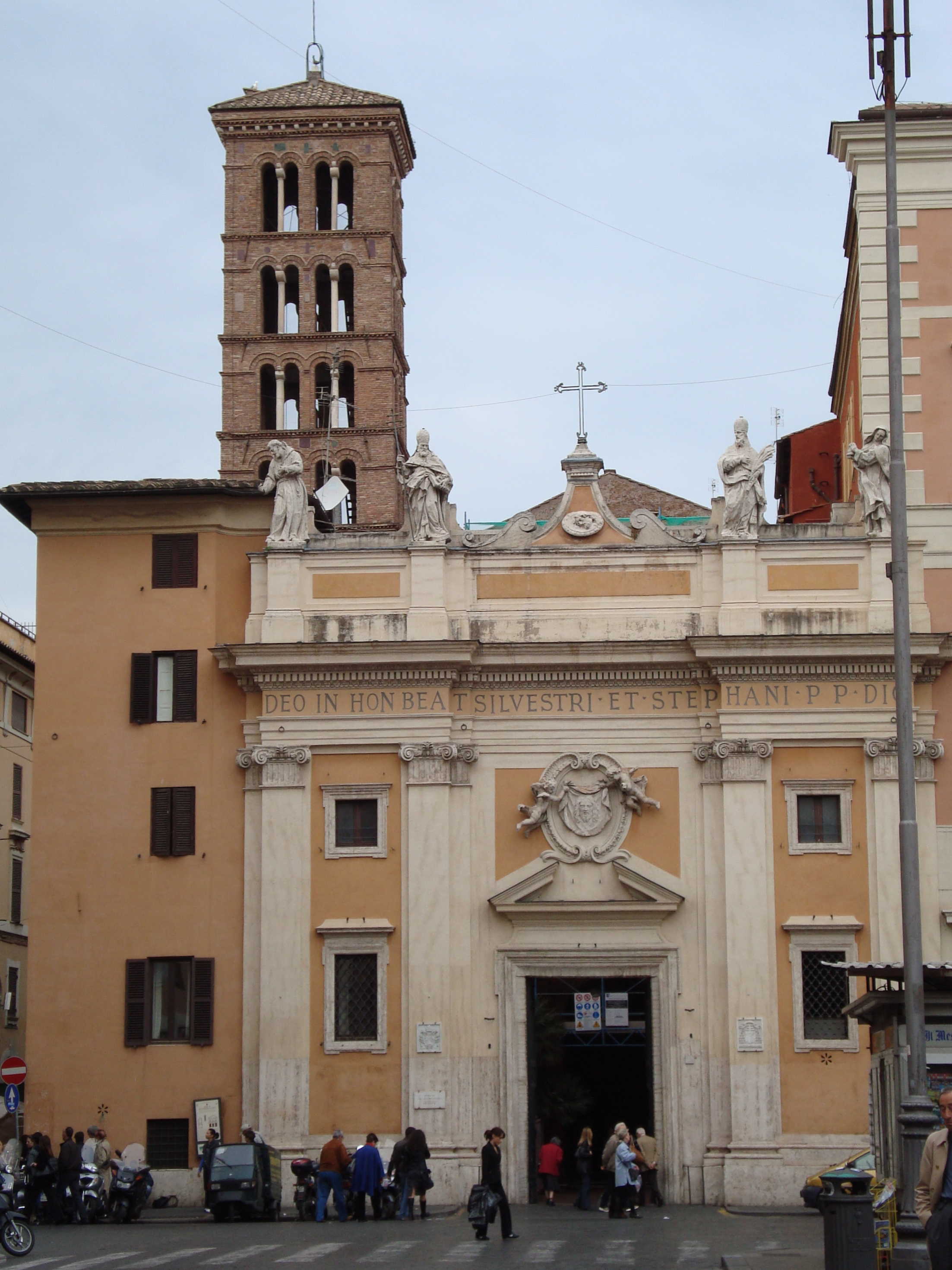
S. Silvestro in Capite (Roma)
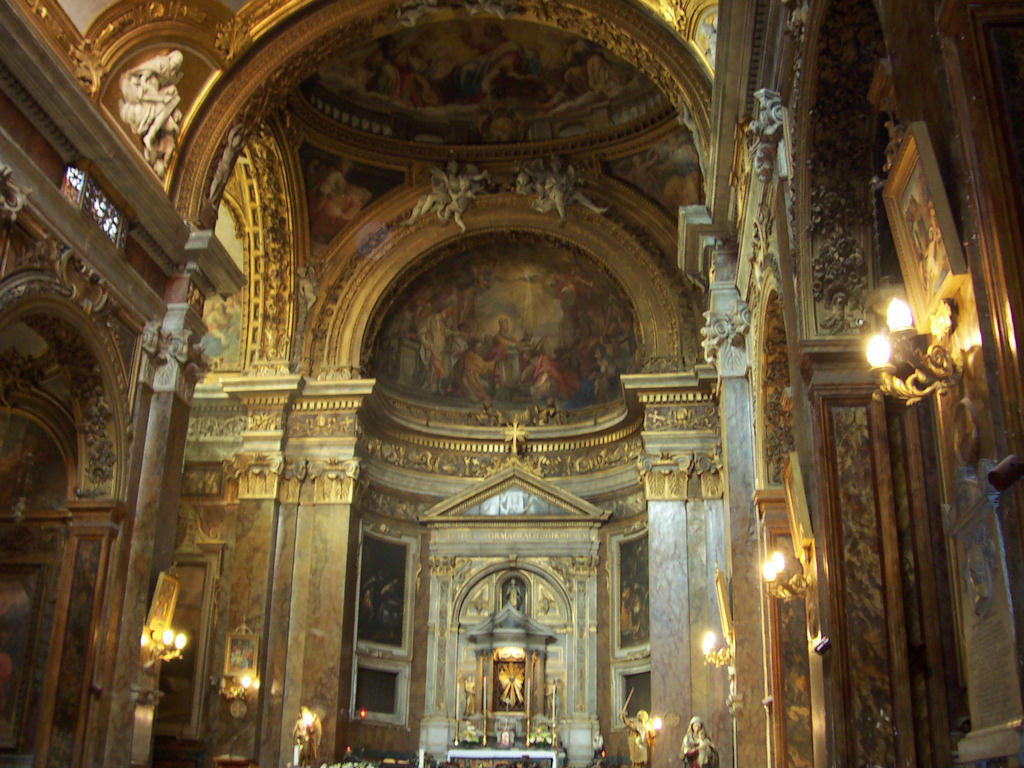
Altar major de S. Silvestro in Capite (Roma), amb el cos del sant
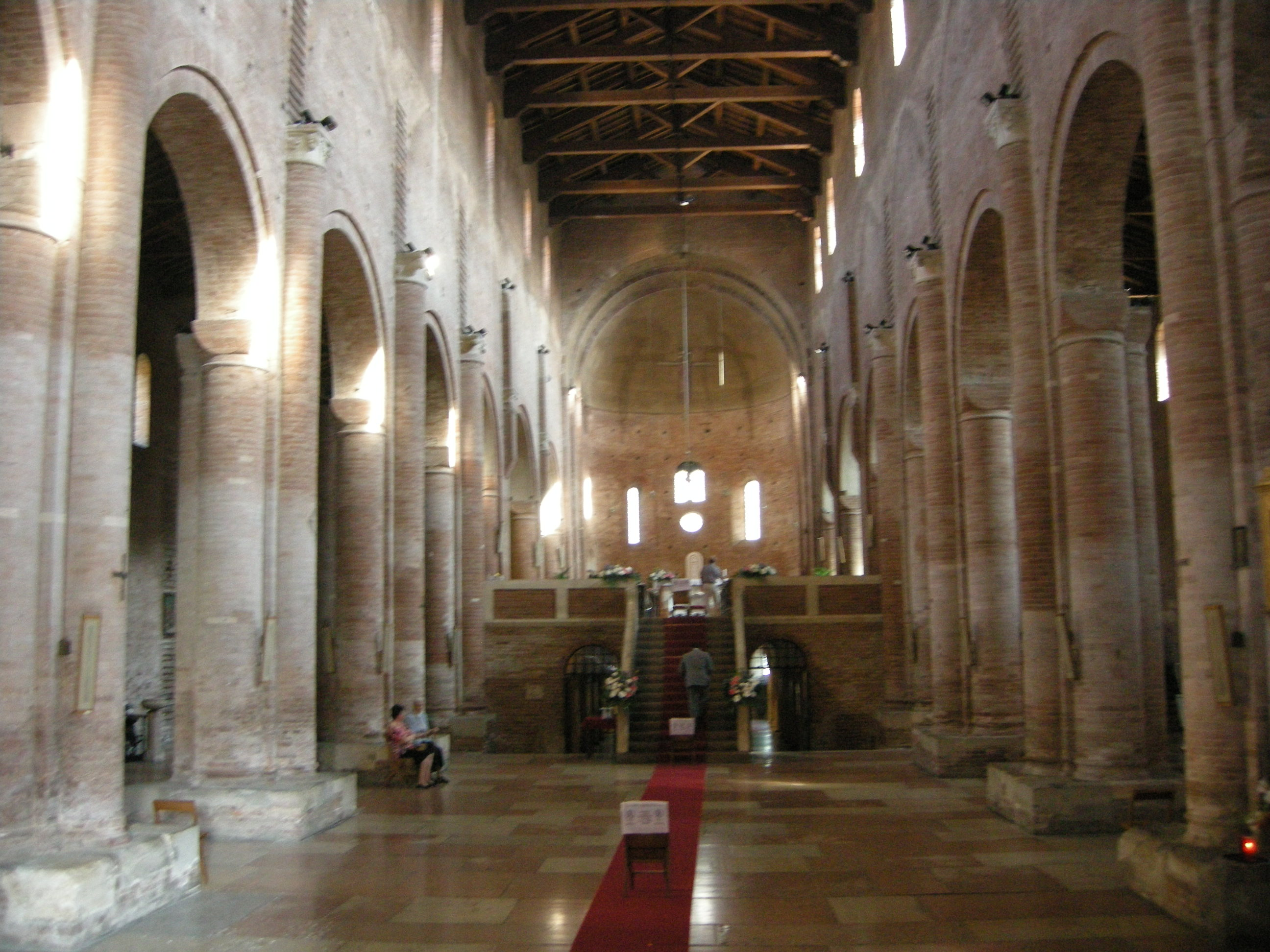
Abadia de Nonantola (Mòdena), on altres tradicions situen l'enterrament del papa

### Concili de Nicea
Uns anys més tard d'Arle, l'emperador convocà el que fou el primer concili ecumènic de l'Església, amb la presència d'un total de 250 bisbes, a Nicea, residència d'estiu de Constantí, el juliol de 325. Fou el primer concili on es definí la divinitat de Jesús, doctrina que diu que és fet de la mateixa substància que Déu Pare, i la doctrina d'Arri i els seus seguidors fou condemnada. Silvestre no va participar en aquest concili, tot i que sí hi envià llegats, que signaren els decrets, com una mera forma honorífica, per davant de tots els bisbes presents tret d'Osi de Còrdova, president del concili.

### Altres actes
Silvestre va contribuir a fixar la litúrgia de les esglésies de Roma. A més, probablement, durant el seu pontificat s'elaborà el primer martirologi de màrtirs romans. També està relacionat amb la creació d'una escola de cant (schola cantorum) i feu construir una església sobre la catacumba de Santa Priscil·la.

## Mort
Va morir als darreres mesos de 335. Fou enterrat al cementiri privat de Santa Priscil·la a la Via Salaria, que havia fet construir, però les seves despulles, potser només el cap, sembla que fou traslladat a San Silvestro in Capite, dintre els murs de la ciutat, l'any 762 per ordre del papa Pau I, col·locada el 1956 sota l'altar major. Una altra tradició, diu que el 756 es van portar les restes a l'abadia de San Silvestro de Nonantola (Mòdena). És commemorat com a sant, la seva festa és el 31 de desembre. Aquesta data procedeix del Depositio Episcoporum, una llista d'enterraments de bisbes confeccionat un any després de la seva mort, sent una referència fiable de la data del seu enterrament. El papa Silvestre II (999-1003) va triar el seu nom en honor de Silvestre I, perquè creia que la seva relació amb l'emperador Otó III era similar a la que havia tingut el seu antecessor amb Constantí el Gran.

## Llegenda
Amb posterioritat a la seva mort, va aparèixer una llegenda sobre les bones relacions que va mantenir el papa amb l'emperador, que en realitat és totalment falsa a nivell històric i que van ser introduïdes en la Vita beati Sylvestri, una obra apareguda i difosa a Orient i que s'ha preservat en grec, sirià i llatí, així com una obra apòcrifa anomenada Constitutum Sylvestri, sobre un inexistent sínode celebrat a Roma celebrat entre 501 i 508, així com la Donació de Constantí. Els relats recollits sobre la persecució de Silvestre, la curació i bateig de l'emperador, regals i drets temporals atorgats a perpetuïtat, el concili de 275 bisbes a Roma, són falsos. La llegenda diu que quan l'emperador va contraure la lepra, només es va guarir amb el baptisme de mans del papa, quan, en realitat, Constantí va ser batejat a Nicomèdia pel bisbe de la ciutat, Eusebi, poc abans de morir. La falsa donació de Constantí data del 752 o 777. Va ser inserit entre els decrets pontificis cap al segle ix i va ser la base per a sostenir el poder temporal de l'Església enfront dels emperadors romanogermànics, com també la submissió espiritual d'aquests al papat.